# Ouville-la-Bien-Tournée
Pour les articles homonymes, voir Ouville (homonymie).
Ouville-la-Bien-Tournée est une ancienne commune française, située dans le département du Calvados en région Normandie, devenue le 1er janvier 2017 une commune déléguée au sein de la commune nouvelle de Saint-Pierre-en-Auge.
Ouville-la-Bien-Tournée est peuplée de 246 habitants.

## Géographie
La commune est à l'ouest du pays d'Auge, sur la rive droite de la Dives. Son bourg est à 4,5 km au nord de Saint-Pierre-sur-Dives, à 5,5 km au sud-est de Mézidon-Canon, à 19 km à l'ouest de Livarot et à 24 km au sud-ouest de Lisieux.
| Percy-en-Auge                    | Percy-en-Auge           | Le Mesnil-Mauger      |
| Percy-en-Auge, Magny-la-Campagne | Ouville-la-Bien-Tournée | Le Mesnil-Mauger      |
| Thiéville                        | Thiéville               | Bretteville-sur-Dives |

## Toponymie
Le nom de la localité est attesté sous les formes Olvilla et Ulvilla en 1121 et 1128.
Le toponyme Ouville est basé sur l'anthroponyme norrois Ulfr et l'ancien français ville / vile dans son sens originel de « domaine rural » hérité du latin villa rustica. Le village s'appelait autrefois Ouville-la-Bétournée, ce qui, d'après l'ancien français bé, signifiait en fait « la mal tournée » en référence à l'orientation, contraire à l'usage, de son église, voir: Église Notre-Dame d'Ouville-la-Bien-Tournée.
Homonymie avec les nombreux autres Ouville de Normandie.
Le gentilé est Ouvillais.

## Histoire
Le 1er janvier 2017, Ouville-la-Bien-Tournée intègre avec douze autres communes la commune de Saint-Pierre-en-Auge créée sous le régime juridique des communes nouvelles instauré par la loi no 2010-1563 du 16 décembre 2010 de réforme des collectivités territoriales. Les communes de Boissey, Bretteville-sur-Dives, Hiéville, Mittois, Montviette, L'Oudon, Ouville-la-Bien-Tournée, Sainte-Marguerite-de-Viette, Saint-Georges-en-Auge, Saint-Pierre-sur-Dives, Thiéville, Vaudeloges et Vieux-Pont-en-Auge deviennent des communes déléguées et Saint-Pierre-sur-Dives est le chef-lieu de la commune nouvelle.

## Politique et administration

### Liste des maires
| Période                                  | Période       | Identité                   | Étiquette | Qualité                        |
| ---------------------------------------- | ------------- | -------------------------- | --------- | ------------------------------ |
| Les données manquantes sont à compléter. |               |                            |           |                                |
| ca. 1929                                 |               | Maurice Busnel             |           | Agriculteur, propriétaire      |
| ca. 1939                                 |               | Maurice Schneider          |           |                                |
| 1943                                     | mars 1959     | Gaston Dauphin (1894-1972) |           | Cultivateur                    |
| mars 1959                                | mars 1983     | Bernard Grenon (1914-1988) |           | Maire honoraire                |
| mars 1983                                | mars 2008     | Jean-Pierre Maubant        | SE        | Agriculteur                    |
| mars 2008                                | décembre 2016 | Daniel Buquet              | SE        | Conducteur de travaux retraité |

Le conseil municipal était composé de onze membres dont le maire et deux adjoints.

### Liste des maires délégués
| Période      | Période      | Identité          | Étiquette | Qualité                        |
| ------------ | ------------ | ----------------- | --------- | ------------------------------ |
| janvier 2017 | juillet 2020 | Daniel Buquet     | SE        | Conducteur de travaux retraité |
| juillet 2020 | En cours     | Marie-Jeanne Agis | SE        | Retraitée de l’agroalimentaire |

## Démographie
L'évolution du nombre d'habitants est connue à travers les recensements de la population effectués dans la commune depuis 1793. À partir du 1er janvier 2009, les populations légales des communes sont publiées annuellement dans le cadre d'un recensement qui repose désormais sur une collecte d'information annuelle, concernant successivement tous les territoires communaux au cours d'une période de cinq ans. 
Pour les communes de moins de 10 000 habitants, une enquête de recensement portant sur toute la population est réalisée tous les cinq ans, les populations légales des années intermédiaires étant quant à elles estimées par interpolation ou extrapolation. Pour la commune, le premier recensement exhaustif entrant dans le cadre du nouveau dispositif a été réalisé en 2008,.
En 2021, la commune comptait 246 habitants, en évolution de +0,41 % par rapport à 2015 (Calvados : +1,58 %, France hors Mayotte : +2,49 %).
Ouville-la-Bien-Tournée a compté jusqu'à 350 habitants en 1806.
| 1793 | 1800 | 1806 | 1821 | 1831 | 1836 | 1841 | 1846 | 1851 |
| ---- | ---- | ---- | ---- | ---- | ---- | ---- | ---- | ---- |
| 286  | 295  | 350  | 307  | 306  | 280  | 285  | 282  | 262  |

| 1856 | 1861 | 1866 | 1872 | 1876 | 1881 | 1886 | 1891 | 1896 |
| ---- | ---- | ---- | ---- | ---- | ---- | ---- | ---- | ---- |
| 285  | 296  | 263  | 254  | 256  | 248  | 238  | 266  | 239  |

| 1901 | 1906 | 1911 | 1921 | 1926 | 1931 | 1936 | 1946 | 1954 |
| ---- | ---- | ---- | ---- | ---- | ---- | ---- | ---- | ---- |
| 251  | 234  | 244  | 206  | 212  | 274  | 266  | 316  | 292  |

| 1962 | 1968 | 1975 | 1982 | 1990 | 1999 | 2008 | 2013 | 2018 |
| ---- | ---- | ---- | ---- | ---- | ---- | ---- | ---- | ---- |
| 284  | 240  | 218  | 209  | 243  | 241  | 217  | 235  | 257  |

| 2019 | - | - | - | - | - | - | - | - |
| ---- | - | - | - | - | - | - | - | - |
| 250  | - | - | - | - | - | - | - | - |

## Économie
En sus des commerces, la commune entretient un élevage de bovins.

## Lieux et monuments

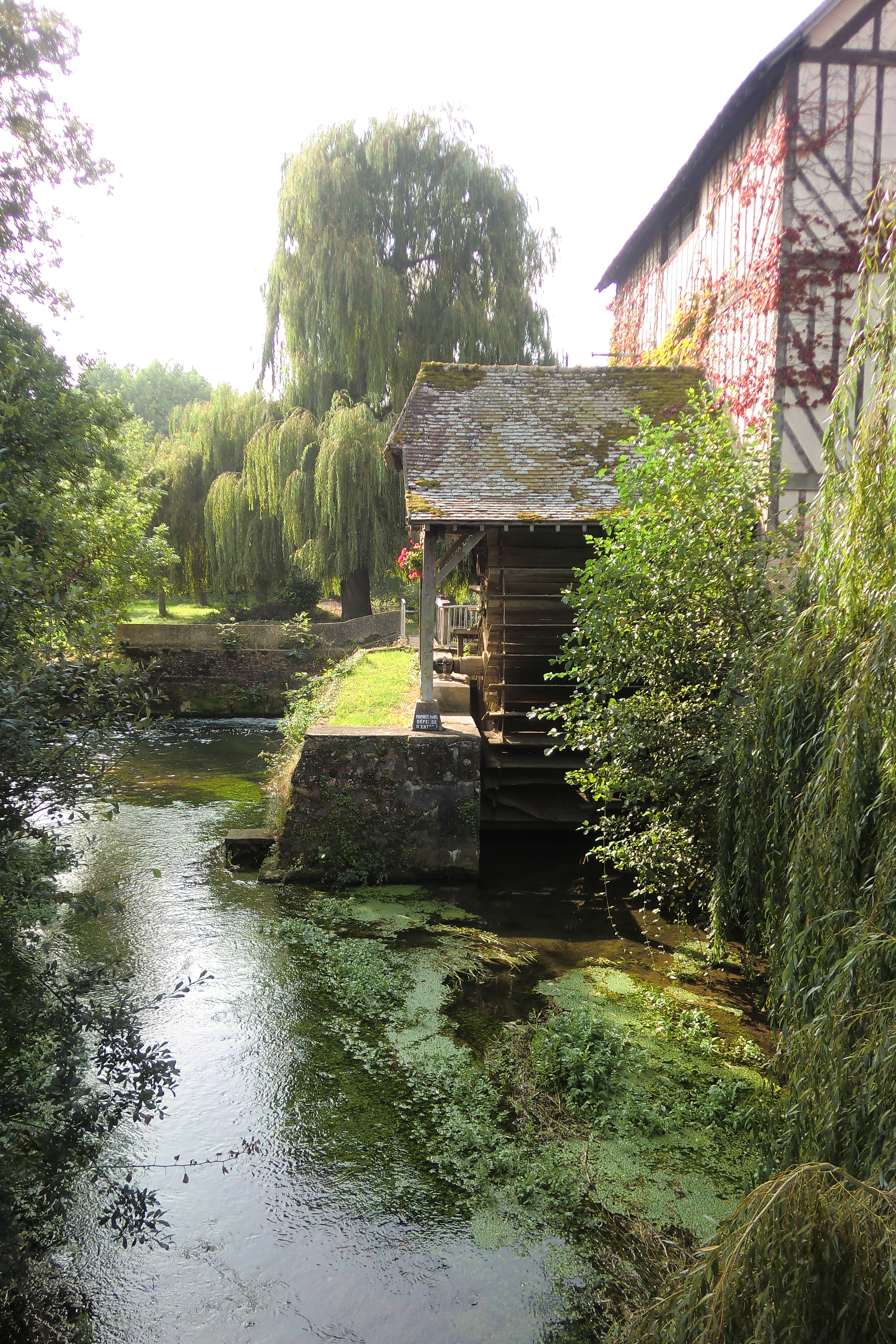
Le moulin sur la Dives.

- Le moulin sur la Dives, ayant appartenu à la famille Lepetit (fromages), a cessé son activité en 1971[14]. Ce moulin est sur deux niveaux et sa roue à aubes est de taille. La Dives se divise à cet endroit en plusieurs branches pour alimenter un déversoir et les vannes de dérivation.
- La ferme de la Croix du XIIIe siècle.
- L'église Notre-Dame des XIIe et XIIIe siècles. Elle est classée aux Monuments historiques[15].

## Personnalités liées à la commune
- Jacques Charles René Delaunay (1738 - 1825 à Ouville-la-Bien-Tournée), général. Il commanda l'armée de la Moselle en octobre 1793.